# Межинский, Фёдор Доримедонтович
Фёдор Доримедонтович (Дормидонтович) Межинский (1890 — 1931) — русский офицер, герой Первой мировой войны, участник Белого движения.

## Биография
Из дворян Ставропольской губернии. Сын подполковника. Уроженец Дагестанской области.
Окончил Симбирский кадетский корпус (1907) и Михайловское артиллерийское училище (1910), откуда выпущен был подпоручиком в 7-ю Сибирскую стрелковую артиллерийскую бригаду. Произведен в поручики 31 августа 1912 года.
В Первую мировую войну вступил с 7-й Сибирской стрелковой артиллерийской бригадой. Удостоен ордена Св. Георгия 4-й степени
За то, что: 1) в бою у д. Здоррен 26 января 1915 года, командуя отдельным взводом 2-й батареи, искусным своим действием заставил замолчать шести-орудийную неприятельскую батарею, не позволив ей ни действовать, ни вывести орудия, несмотря на неоднократные попытки, 2) в бою 30 января при д. Талуссене, командуя тем же взводом и находясь под сильным огнем неприятеля, искусным своим действием привлек на себя огонь артиллерии противника и тем не позволил ей действовать против нашей пехоты до конца боя, 3) тогда же, заметив угрожавший нашей пехоте выехавший неприятельский бронированный автомобиль, смело выдвинулся вперед на открытую позицию с одним орудием и открыв огонь, заставил его удалиться, что дало нашим войскам возможность удержаться до конца боя.
22 февраля 1916 года переведен в 39-й мортирный парковый артиллерийский дивизион. Позднее был прикомандирован к Михайловскому артиллерийскому училищу, где состоял отделенным офицером. Произведен в штабс-капитаны 23 ноября 1916 года «за выслугу лет».
С началом Гражданской войны прибыл на Дон в Добровольческую армию, с декабря 1917 года был зачислен в Юнкерскую батарею. Участвовал в 1-м Кубанском походе в должности заведующего хозяйством 1-й батареи. Затем — в Донской армии, с лета 1919 года был командиром Богучарского дивизиона до эвакуации Крыма. Полковник.
В эмиграции в Чехословакии, служил инструктором чехословацкой армии. Затем переехал во Францию. Умер в 1931 году в Париже. Похоронен на кладбище Сент-Уэн. Его жена Леонида Серафимовна (1890—?).

## Награды
- Орден Святого Станислава 3-й ст. (ВП 9.03.1914)
- Орден Святой Анны 4-й ст. с надписью «за храбрость» (ВП 5.03.1915)
- Орден Святого Владимира 4-й ст. с мечами и бантом (ВП 4.06.1915)
- Орден Святого Георгия 4-й ст. (ВП 21.06.1915)
- Орден Святого Станислава 2-й ст. с мечами (ВП 6.12.1916)